# لورا أوتيس
لورا أوتيس (بالإنجليزية: Laura Otis)‏ هي مؤرخة أمريكية، ولدت في القرن العشرين.